# SUV

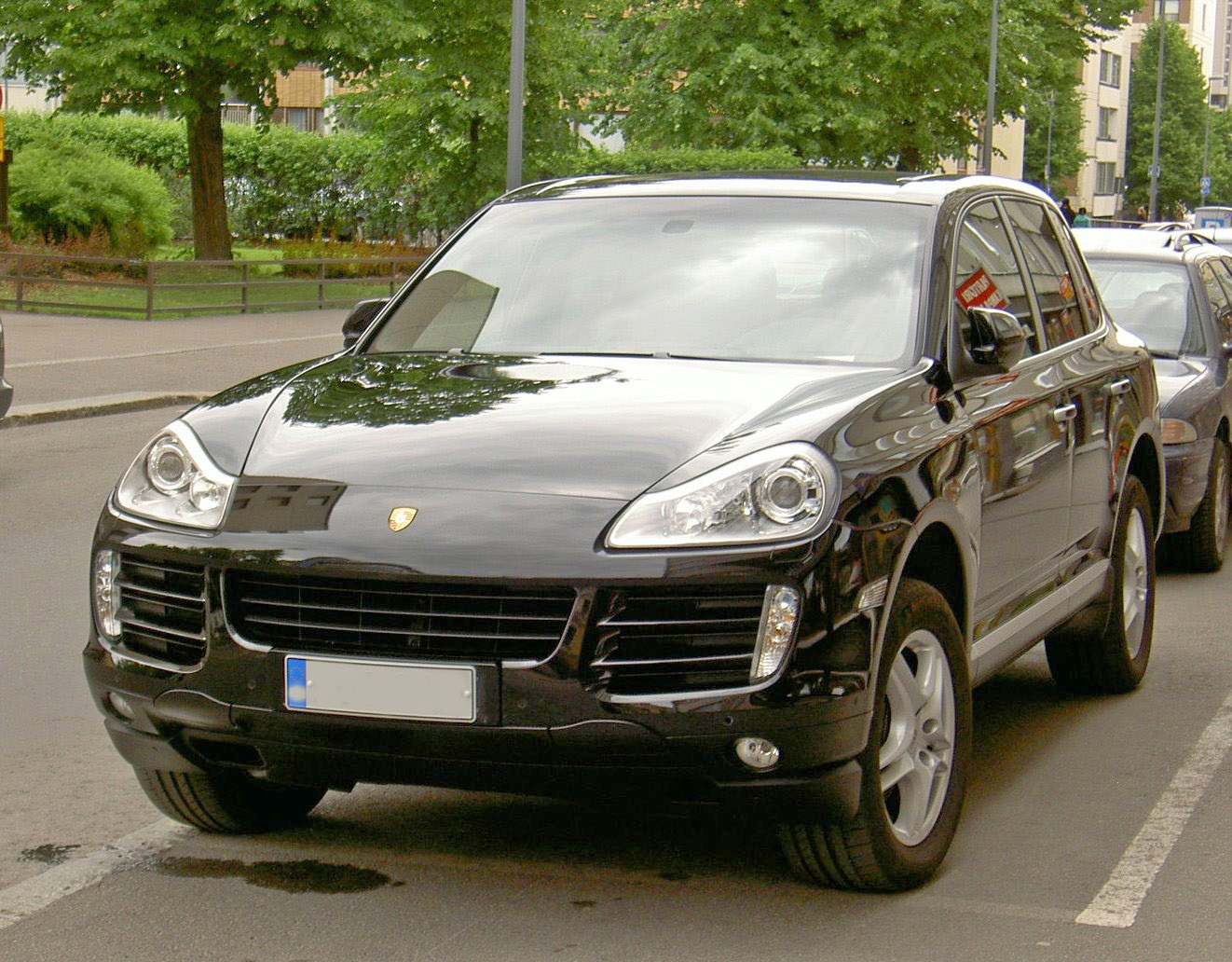
Porsche Cayenne

SUV (вимовляється як «ес-ю-ві», англ. sport utility vehicle — практичний спортивний автомобіль) — маркетинговий термін для автомобіля, що має кузов «універсал», а також часто систему повного приводу. Іноді в усному мовленні помилково називається позашляховиком чи «джипом», попри різницю в конструкції. У розмовній мові SUV часто називають «паркетниками»: тобто автомобіль, який має вигляд позашляховика, але насправді не призначений для бездоріжжя.
SUV за більшістю характеристик схожі з легковими пасажирськими автомобілями. Їх «універсальність» зумовлена здатністю виконувати різні завдання, в тому числі не властиві легковим автомобілям — перевезення великої кількості пасажирів (як мінівени), перевезення габаритних вантажів (як універсали & хетчбеки), буксирування важких причепів (як пікапи), рух бездоріжжям (як позашляховики).
Певні SUV класифікуються не як легкові автомобілі («car»), а як легкі вантажівки (в США класифікаційна категорія — «light truck») і базуються на платформах пікапів. На даний час, більшість SUV мають конструкцію на основі кузова-носія, на відміну від традиційних позашляховиків, які мають раму-носій. Моделі з несучим кузовом на легковій платформі часто відносять до кросовера, а не позашляховика.
Назву «спортивно-утилітарний» обумовлено тим, що спочатку ці автомобілі продавалися як засіб для перевезення спорт-інвентаря (велосипеди, байдарки, лижі та інше) під час виїздів на природу.
Наприкінці 1960-х — початку 1970-х років, термін «Sport-Utility» в США застосовували й до інших типів кузовів, що об'єднують спортивність із практичністю, наприклад, дводверних (згідно з європейською класифікацією, трьохдверних) хетчбеків або універсалів. Згодом, він закріпився виключно за позашляховиками.

## Опис
Хоча перші проєкти були різні, автомобілі SUV походять від традиційних середніх пасажирських транспортних засобів з використанням конструкції несучого кузова, аналогічній тій, яка використовується в легких вантажівках. Вони, як правило, мають бензиновий двигун, найчастіше з використанням аналогічних двигунів з вантажівок, у той час як деякі автомобілі SUV мають дизельний двигун.
SUV має такі плюси, як: висока стеля, висока посадка, великий дорожній просвіт, повний привід, має можливості позашляховика. Останнім часом виробники стали ще більше зменшувати аеродинамічний опір вітру і підвищувати паливну економічність.

## Історія

### Початок
Перші SUV є нащадками комерційних та військово-транспортних засобів, таких як Jeep та Land Rover. SUV були популярні протягом багатьох років у сільській місцевості через їхні позашляхові можливості.

### Популярність

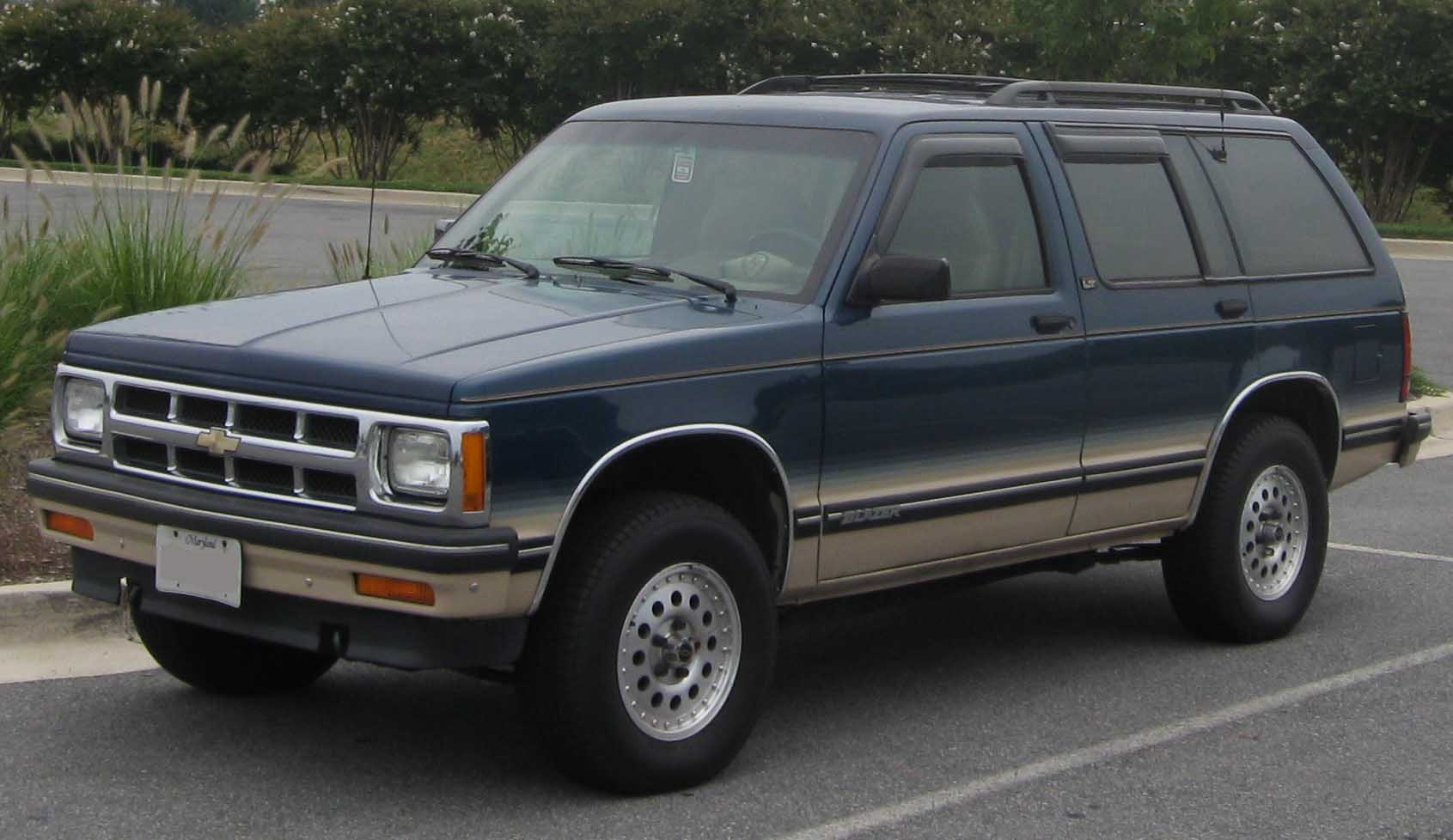
Chevrolet S-10 Blazer (1982–1993)
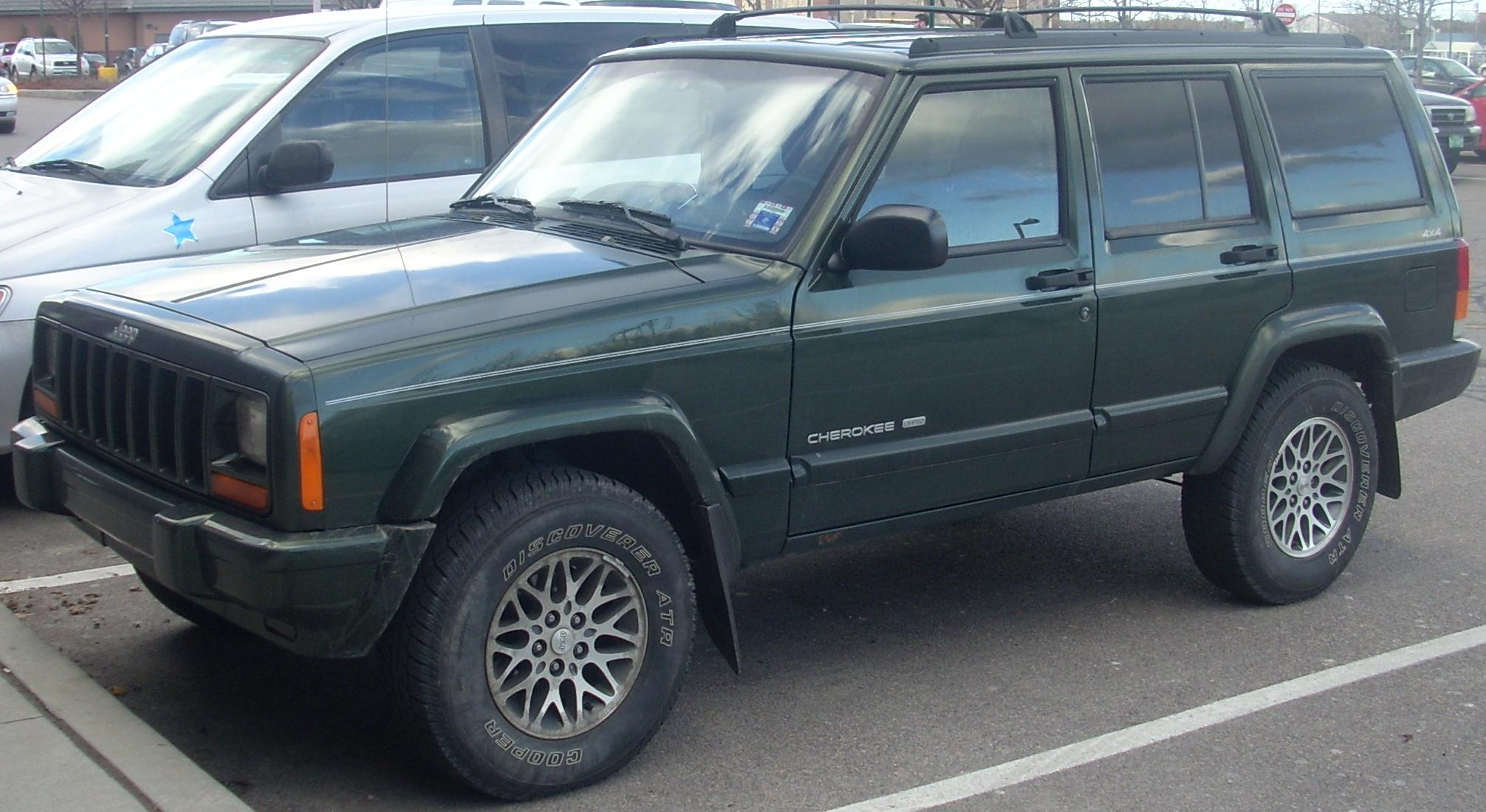
Jeep Cherokee (XJ) (1983–2001)
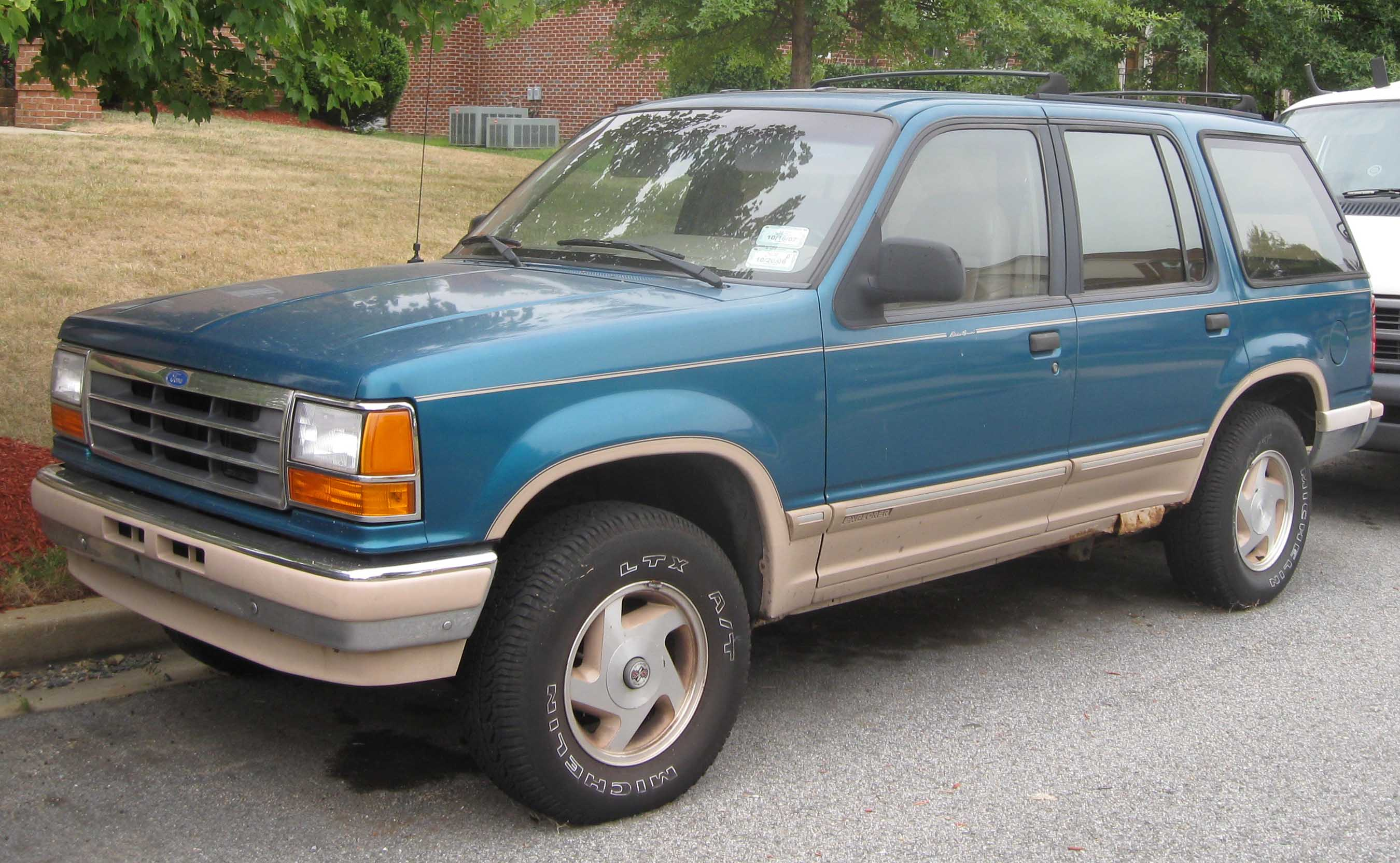
Ford Explorer (UN46) (1990–1994)

SUV стали популярними в США, Канаді та Австралії в 1990-х і на початку 2000-х років з ряду причин, ця тенденція була відома як божевілля на SUV. Про це говорить, наприклад, факт проведення рекламної кампанії Esuvee, відповідний сайт (http://www.esuvee.com [Архівовано 1 грудня 2021 у Wayback Machine.]) був запущений на початку 2005 року.
Мета кампанії полягала в тому, щоб пропагувати безпечне водіння автомобілів SUV, образи яких були присутні в торговельній рекламі як потужних і небезпечних звірів, або, наприклад, зображувалися як бики, нападники у родео на ковбоя. Особливо наполегливо підкреслювалася необхідність акуратного водіння, щоб уникнути перекидання потужного автомобіля.
Кампанія Esuvee обійшлася в 27 млн дол. США, перерахованих компанією Toyota Motor Company як частині розрахунків з Урядом США за 2002. У серпні 2007 кампанія завершилася, сайт було ліквідовано.

## Використання
SUV часто використовують в таких місцях, як австралійські віддалені місця, у Африці, на Близькому Сході, на Алясці, півночі Канади, на заході США, Ісландії, Південній Америці та деяких частинах Азії, які мають обмежену кількість доріг з твердим покриттям. Брак запасних частин і необхідність провести ремонт швидко призвели до того, що стали популярними автомобілі з мінімальною кількістю електричних та гідравлічних систем, таких як базові версії Land Rover, Jeep Wrangler і Toyota Land Cruiser. Джипи для міського водіння, традиційно були розроблені на основі їх надійніших всюдихідних колег. Так, наприклад, Hummer H1 був розроблений на основі HMMWV, спочатку розробленого для військових США.
Як і багато власників джипів ніколи не використовували позашляхових можливостей автомобіля, нові позашляхови (у тому числі кросовери) в наш час[коли?] мають нижчий дорожній просвіт і підвіска призначена в першу чергу для доріг з твердим покриттям.
Позашляховики, також вибрали деякі покупці, оскільки у них більше внутрішнього простору, ніж у седанів аналогічних розмірів. У районах з ґрунтовими дорогами влітку сніг і взимку лід, а чотириколісний привід забезпечує кращу безпеку у зв'язку з перевагою тяги в цих умовах.
Також SUV використовують у спорті, зокрема в ралі Париж Дакар постійно беруть участь модифіковані SUV. В багатьох країнах формуються спортивні клуби.

## Престижні SUV
Автовиробники класу «люкс» стали випускати SUV лише в 2000-х, коли на ринку з'явилися Cadillac Escalade, Lincoln Navigator, BMW X5, Mercedes-Benz ML-Класу, Audi Q7 та інші. Раніше вважалося, що даний клас автомобілів не поєднується зі статусом de luxe бренду.
Втім, окремі преміум-моделі SUV випускалися і раніше (наприклад, Range Rover), але це було винятком.